# World of Madame X
World of Madame X es un cortometraje documental de 2019 del director Nuno Xico, que narra el proceso creativo del álbum Madame X de Madonna.
El documental de 23 minutos de duración fue estrenado el 3 de julio de 2019 a través de Amazon Prime Video. Fue grabado en Lisboa (Portugal), ciudad donde Madonna residía y donde fue concebido su álbum de 2019 Madame X, así como también detalla las inspiraciones e influencias que le llevaron a crear el álbum, y comenta algunas anécdotas sobre el proceso de grabación.
En 2020 ganó el premio Buenos Aires Music Video Festival en la categoría Documental.